# Bauhausbühne

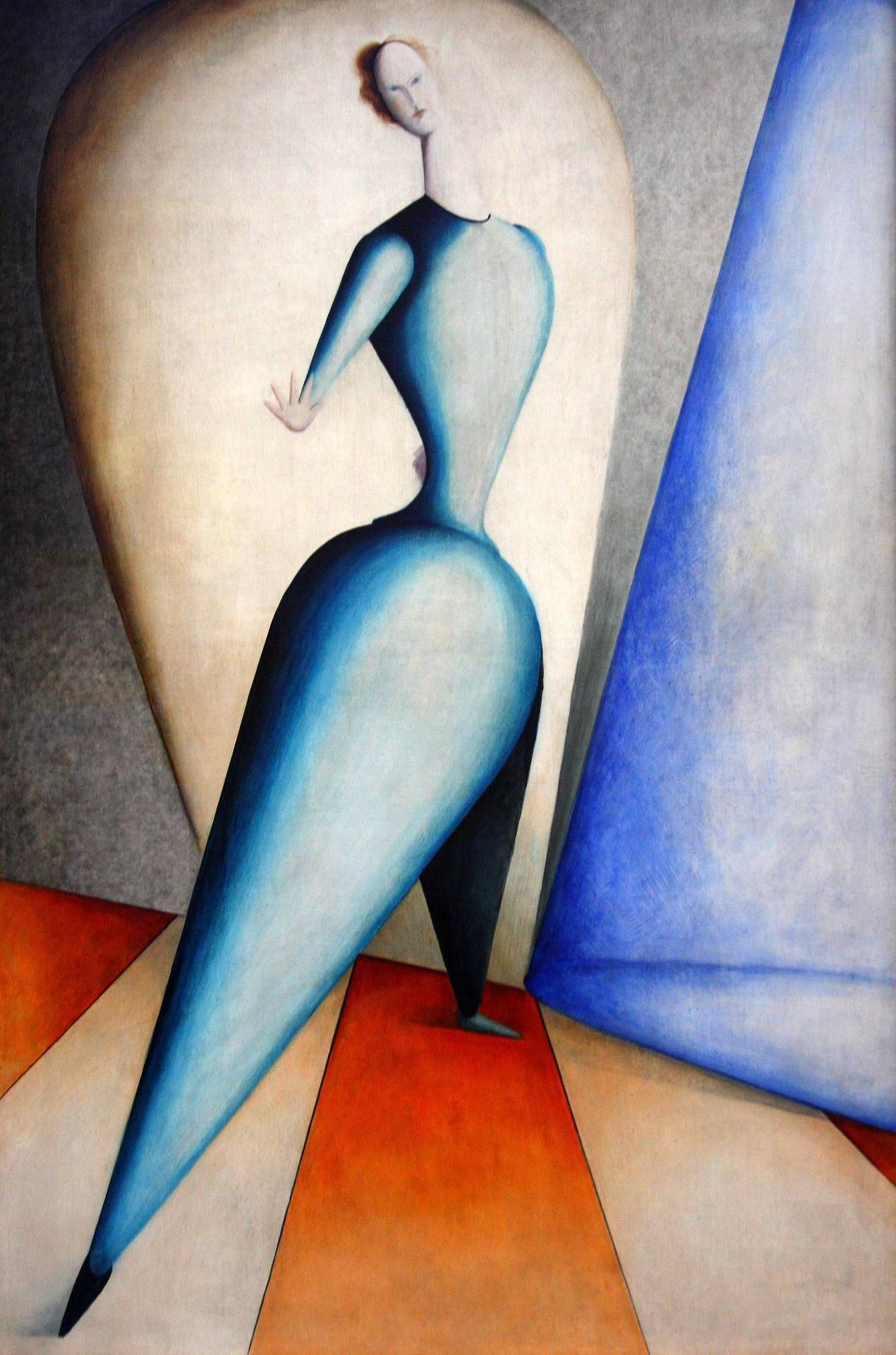
Gemälde Tänzerin (Geste), von Oskar Schlemmer, 1922/23

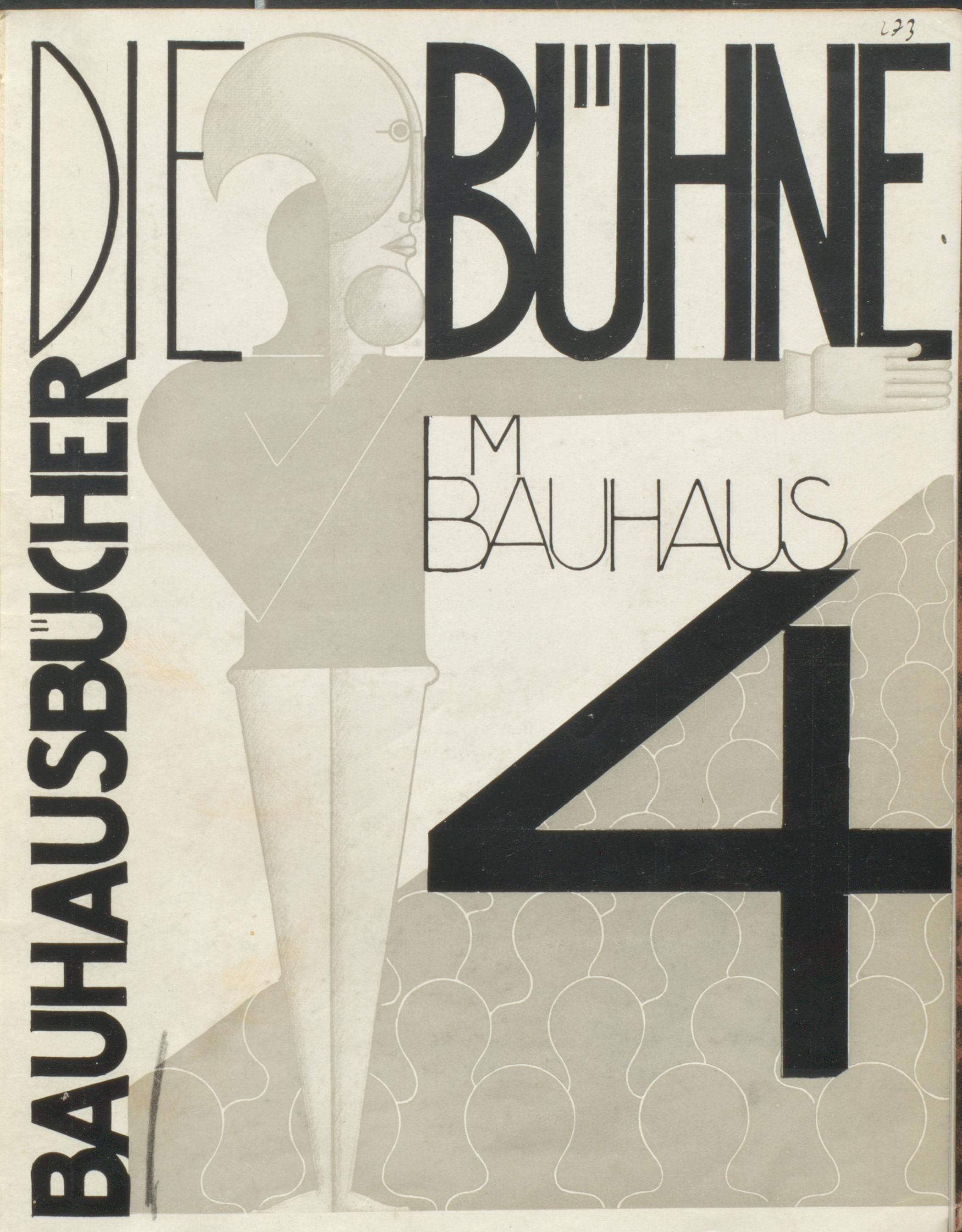
Die Bühne im Bauhaus (1925)

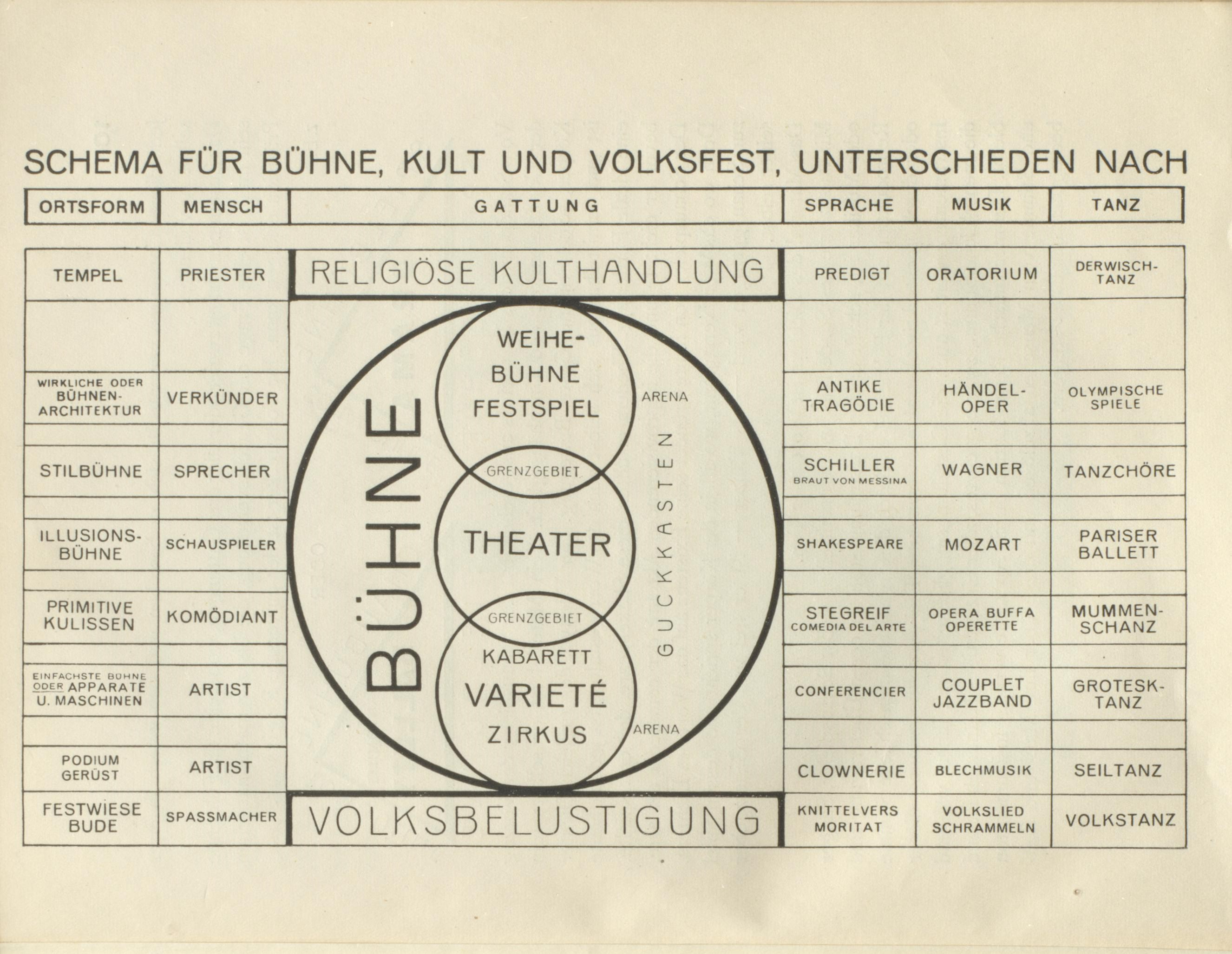
Oskar Schlemmer Die Bühne im Bauhaus, Schema (1925)

Die Bauhausbühne war ein Projekt des Bauhauses für Experimente eines neuen modernen Theaters. Walter Gropius gründete die Bühnenwerkstatt 1921 in den Räumen der ehemaligen Hochschule für bildende Kunst in Weimar. Im Dessauer Neubau erhielt sie als zentraler Ort in der Architektur einen großzügigen variablen Raum für Aufführungen und Werkstätten. Die Bühne sollte auch auf Spaß, der Überwindung der Gattungsgrenzen und der Entwicklung zum Gesamtkunstwerk beruhen. Aufgelöst wurde sie aus politischen Gründen im Jahr 1930. Doch ihr Einfluss auf das moderne Theater wirkt bis heute nach.

## Geschichte und Hintergrund
Die Bühnenwerkstatt begann ihre Arbeit 1921 in Weimar und sollte die Grundphänomene „Raum und Körper, Bewegung, Ton, Musik, Licht und Farbe“ experimentell untersuchen. Gropius legte als Architekt besonderen Wert auf die räumlichen Aspekte einer solchen zukunftsweisenden Einrichtung. Auf der Bauhausbühne – auch als „Bühnen-Labor“ bezeichnet –, sollten neue, besonders auch technische Möglichkeiten für das Theater erarbeitet und ausprobiert werden, was aber erst im Dessauer Neubau ab 1926 in angemessenerem Rahmen praktikabel war. Diese neue Bühne im Dessauer Bauhaus war zwar nach den Bauplänen von Walter Gropius zunächst als Vortragssaal mit bescheidener technischer Ausstattung und nur für kleine Aufführungen gedacht, aber zusammen mit der dahinter liegenden Mensa, die durch Faltschiebewände abgeteilt war, hatte sie ein großes zweiseitiges Auditorium, das vielfältige Möglichkeiten bot. Die Mensaseite war nach Gropius die „heitere“ Seite, die zum Auditorium die „ernsthafte“. So bekam die Mitte der Bühne eine Bedeutung, die Oskar Schlemmer in bauhaustypischer Kleinschreibung so umschrieb: „die tatsache der zwei fronten, keine rückendeckung zu haben, gibt der mitte der bühne eine erhöhte bedeutung und zwingt zu einem raumplastischen spiel, das sowohl körperbewegungsmäßig als auch wort- und tonakustisch neue wirkungen ergibt.“ Die Bühnenwerkstatt verfügte aber nur über einen kleinen Etat. Schlemmer hatte nach dem April 1928 weniger Zeit für die praktische Bauhausbühne, er konzentrierte sich zunehmend auf das Aktzeichnen und etablierte neben seiner Bühnentheorie das neue ganzheitliche Unterrichtsfach mit dem Titel „Der Mensch“ im Lehrplan. In der Zeit formierte sich außerdem an der Bauhausbühne eine Gruppe von Studierenden, genannt „Junge Gruppe“, die politisch der Ideologie des Kommunismus zuzuordnen war und andere Vorstellungen als Schlemmer hatte. Ihr Ziel war das politische Agitationstheater. Schlemmer verließ das Bauhaus im Sommer 1929 und wechselte nach Breslau. Im Sommer 1930, mit der politisch motivierten Entlassung von Hannes Meyer als Direktor des Bauhauses, wurde auch die Bauhausbühne aus politischen Gründen aufgelöst.

## Künstlerische Theorie und Praxis
Walter Gropius umschrieb 1922 in einem Aufsatz für das erste und einzige Mitteilungsblatt der Weimarer Bauhausbühne die Aufgabe einer Bühnenwerkstatt als „Reinigung und Erneuerung der heutigen Bühne, die […] die tiefsten Beziehungen zur menschlichen Empfindungswelt verlor.“ Er war der Ansicht, dass dies nur denjenigen gelingen kann, die „frei von persönlichen Vorteilen und den Hemmungen des Geschäftstheaters“ sind. Die Bauhausbühne soll die einzelnen Probleme des Raumes, des Körpers (organisch und mechanisch), der Bewegung, der Form, des Lichtes und der Farbe des Tones (Sprache und Musik) erforschen. Dazu sollten die Gesetze der Mechanik, der Optik und der Akustik entscheidend angewandt werden. Die Bauhaus-Satzung sah auch eine Präsentation der Arbeiten vor. Sie sollten in öffentlichen Aufführungen in Form von Tanz-, Marionetten- und Schattenspielen, Lichtkompositionen und Bühnenwerken erfolgen. Diese Arbeiten der Bühnenwerkstatt sollten einfach gestaltet sein, damit sie in jedem Saal, auch im Rahmen von Gastspielen, aufgeführt werden konnten.
Erster Leiter der Bühnenwerkstatt war der expressionistische Maler, Dichter und Dramaturg Lothar Schreyer, dessen Konzept am Bauhaus jedoch nicht erfolgreich war. Er setzte mit seinen die Figuren verdeckenden Ganzkörpermasken auf die Erkundung der Formensprache und inszenierte eigene Stücke, die Titel wie „Mondspiel“ und „Kreuzigung“ trugen. Schreyer fasste die Bühne als „Reinigungs- und Erlösungsstätte des Menschen auf“. 1923 löste ihn Oskar Schlemmer ab, der das Schwergewicht auf den modernen Tanz legte und die Bauhausbühne zu großer Bedeutung führte. Begründet wurde die Ablösung Schreyers mit seiner zu expressionistischen und kultischen Auffassung des Theaters. In Schlemmers Bühnentheorie stand die Beziehung zwischen Menschen und Raum im Vordergrund, die auch mit eigenen Puppen erforscht wurde. Die Jahre 1926 bis 29, bis zu seinem Weggang, waren die produktivsten der Bauhausbühne. Mit der Ballettmeisterin Manda von Kreibig vom Landestheater Darmstadt und Oskar Schlemmer war die Bauhausbühne in der Lage, den bauhausspezifischen Tanz zu perfektionieren. So hatte am 29. April 1927 Gret Palucca in der Bauhausbühne einen vielbeachteten Tanz-Auftritt. Mit Béla Bartók fand im gleichen Jahr am 12. Oktober ein Konzert statt. Schlemmer teilte die Theaterarbeit in eine innere und äußere Abteilung auf; die innere befasste sich mit der Untersuchung der Grundphänomene „Raum und Körper, Bewegung, Ton, Musik, Licht und Farbe“, die äußere mit den praktischen Theaterelementen wie Bühnenbild, Technik, Masken, Kostüme, Inszenierung und Aufführung. Ästhetische und dramaturgische Vorlagen der Bauhausbühne boten unter anderem die Filme, Sketche und Satiren von Charlie Chaplin und Buster Keaton, das französische Vaudeville-Musiktheater, sowie das Puppentheater nach El Lissitzky und Sophie Taeuber-Arp. Auch die Aktionen des Dadaismus, der modernen Ballets Russes, Suédois und der Pantomime hatten Einfluss auf Lehre und Theaterarbeit an der Bauhausbühne. Wichtig war aber auch die Idee eines „Maschinentheaters“, das Experimentieren mit elektrischen Lichtreflexionen, avantgardistischen Bühnenbildern, Architekturelementen und geometrischen Kostümen, wie sie exemplarisch in Schlemmers Triadischem Ballett weltbekannt wurden. Die Bühnenwerkstatt war auch für die Ausrichtung der bekannten Bauhausfeste mit Kostümen, Masken und Lichteffekten zuständig.

## Aufführungen (Auswahl)

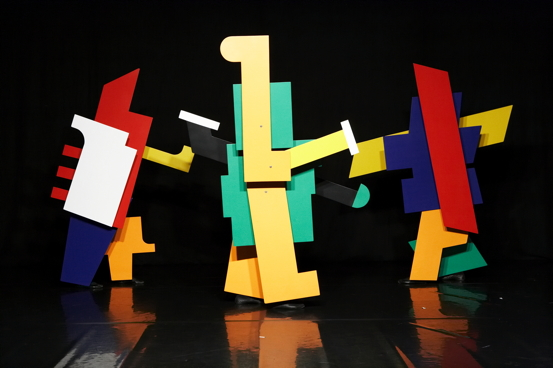
Im Rahmen der Bauhauswoche 1923 wurde das Bühnenstück „Das mechanische Ballett“ am Abend das mechanische Kabarett uraufgeführt. (Foto von der Rekonstruktion des Theater der Klänge.)

Obwohl die bekannten Bauhausmeister sich teilweise auch mit Theatertheorie, Musik, dem Schreiben von Stücken und dem Bühnenbild befassten, war die Bauhausbühne in Hinblick auf die Fächer Bildende Kunst, Design und Architektur nie ein vollständig gleichberechtigter Forschungsgegenstand gewesen. Das lag sowohl an der bescheidenen materiellen und personellen Ausstattung, die mit regulären Theatern nicht vergleichbar war, als auch am Anspruch des Bauhauses, seine Absolventen nicht, beispielsweise mit Schauspielunterricht oder Bühnenbildbau, auf eine professionelle Theaterkarriere vorzubereiten, sondern ihnen die Möglichkeit zu geben theaterspezifische Elemente, Formen und Räume experimentell auszuprobieren. Dennoch sind einige Produktionen durchaus in ihrer avantgardistischen Substanz bis heute bemerkenswert und einflussreich bis in die Gegenwart.
- 1923 fand die erste richtige Aufführung mit dem Stück Mondspiel von Lothar Schreyer statt, das aber bereits in der Probephase auf starke Ablehnung stieß. Schreyer verließ daraufhin das Bauhaus. In dem Stück traten zwei Personen auf: die unbewegliche Maria im Mond und ein Tänzer, der sie im Stil des „Minimal Dance“ umkreiste, aber dabei nicht tanzte[7]
- Im gleichen Jahr wurde im Deutschen Nationaltheater Weimar neben einem Musikprogramm mit Werken von Paul Hindemith, Ferruccio Busoni, Igor Strawinsky und Ernst Krenek, auch Oskar Schlemmers bereits bekanntes Triadisches Ballett an zwei Abenden geboten, sowie ein Mechanisches Kabarett (Kinetische Kunst) mit Arbeiten von Bauhausschülern.

Die Bauhausbühne entwickelte vor allem Theorien und Visionen für ein zukünftiges Theater, als „Maschinentheater“ bezeichnet, das als zentralen Punkt die Einbeziehung des Publikums forderte. Vertreten wurden diese Projekte eines flexiblen Theaterraums mit neuzeitlicher Theatertechnik neben Schlemmer auch von László Moholy-Nagy und Farkas Molnár. In dem 1925 erschienenen Bauhausbuch 4 wurden diese damals als avantgardistisch aufgefassten Theorien und Forderungen an ein neues Theater veröffentlicht, wobei, bauhaustypisch, der Schwerpunkt auf der Architektur lag. Walter Gropius und Erwin Piscator versuchten dieses Konzept eines Totaltheaters auch praktisch umzusetzen, scheiterten jedoch an der Finanzierung.
- Am 20. März 1926, also noch vor dem Einzug ins neue Haus, fand im Dessauer Volks- und Jugendheim eins der bekannten Bauhausfeste statt, zu dem die Mitglieder der Bauhausbühne Aufführungen beisteuerten. So präsentierte Schlemmer ein parodistisches Salonstück und der Bühnenbildner Alexander Schawinsky, der ab 1924 als Studierender am Bauhaus war und später Schlemmers Assistent, zeigte eine Tanzvorführung mit dem Titel Stepexzentrik, die als Duett mit einer eigens dafür konstruierten Stepmaschine für Heiterkeit sorgte. Musikalisch begleitet wurde das Ganze von der Bauhauskapelle.

Richtig aktiv werden konnte die Bauhausbühne erst mit dem Umzug nach Dessau, wo es mehr Raum und Probemöglichkeiten gab. Doch einen regelmäßigen Theaterbetrieb gab es auch in den neuen Räumen nicht, dafür war die Ausstattung zu gering. Zudem war die Teilnahme an der Bühnenwerkstatt fakultativ und brachte kein Bauhaus-Diplom, sondern nur einen Schein für die Teilnahme.
- Zur Einweihungsfeier des neuen Hauses am 4. Dezember 1926 führten die Mitglieder der babü (Abkürzung der Studierenden für die Bauhausbühne) vor 1500 Gästen die erste Version der Bauhaustänze auf.
- Am 16. März 1927 fand eine Fortsetzung dieser Tänze statt, allerdings mit erheblichen Erweiterungen, die Titel wie Vorhangspiel, Bodengeometrie und Entfesselung der formalen Bühnenelemente trugen.

Allerdings begann in dieser Zeit auch deutlich zu werden, dass bestimmte Ansprüche nicht durchgesetzt werden konnten. Schlemmer beklagte sich zunehmend darüber, dass die Studierenden seine Theorien oft als Bevormundung auffassten und sich so schwerer lenken ließen. Die Idee des Maschinentheaters begann zu verblassen.
- Es drohte eine Zuspitzung Richtung „Schlemmerbühne oder Bauhausbühne?“, was 1927 mit einem letztlich nicht realisierten neuen Projekt mit Einbeziehung der Sprache und dem Titel haus π oder das sternheim verhindert werden sollte.
- Am 3. März 1928 gelang in der Berliner Volksbühne mit einer Matinee der bewährten Bauhaustänze ein großer Erfolg. Auch die Gastspiele danach in Breslau, Frankfurt/M., Stuttgart und Basel konsolidierten die Bauhausbühne. Schlemmer nannte die Bühne in der Zeitschrift bauhaus vom Juli 1927, die ganz der Bauhausbühne gewidmet war, in Hinblick auf die starke Fluktuation die fliegende truppe.
- 1928 holte Schlemmer die Darmstädter Ballettmeisterin Manda von Kreibig ans Bauhaus, um mit ihr die sogenannten Illusions- und Gliedertänze zu erarbeiten. Andere Tänze waren Stäbe- und Reifentanz, die von der Sport- und Gymnastiklehrerin am Bauhaus, Karla Grosch, entwickelt wurden. (Blume/Duhm: S. 26 ff.)

## Nachwirkungen bis in die Gegenwart
1968 entstand unter der Regie von Margarete Hasting in Zusammenarbeit mit Bavaria Film der Dokumentarfilm Mensch und Kunstfigur – Oskar Schlemmer und die Bauhausbühne, der noch im selben Jahr als „besonders wertvoll“ eingestuft und 1969 mit dem Deutschen Filmpreis (Filmband in Silber) ausgezeichnet wurde.
1976 fand am Bauhaus-Gebäude in Dessau-Roßlau die erste grundlegende Rekonstruktion statt, bei der auch der Bühnensaal wieder entstand. In unregelmäßiger Folge finden bis heute wieder Darbietungen experimenteller darstellender Künste statt. Die alte Bauhausbühne ist für die 1994 gegründete Stiftung Bauhaus Dessau kein Theater im alt hergebrachten Sinn mehr, wie in der DDR-Zeit, sondern ganz in der Bauhaustradition ein Labor für darstellende Künste. Seit 1998 dient sie außerdem der urbanistischen Forschung, Gestaltung, Lehre und wird ergänzt mit thematischen Gastspielen, Performances, Konzerten und Kunstinstallationen, auch im Rahmen von Bauhausfesten, Eröffnungen und anderen Anlässen.
Seit 1977 befand sich im Dessauer Bauhaus neben anderen Einrichtungen der DDR auch das „Wissenschaftlich-Kulturelle Zentrum Bauhaus Dessau“. Die Räume der ehemaligen Bauhausbühne nutzte das damalige Landestheater Dessau als Nebenspielstätte mit dem Namen „theater im bauhaus“. Anfangs wurden Songs von Kurt Weill aufgeführt und danach das Stück Das Nest von Franz Xaver Kroetz als erste Produktion des Theaters. Später kamen auch Ballettinszenierungen und Kabarettvorstellungen hinzu. Bemerkenswert waren die Jazzkonzerte. Bis 1989 gab es davon 76. Jazz schwankte in der DDR als „Nischenkunst“ immer zwischen Verbot, Duldung und Förderung. Zahlreiche Stars der DDR und auch der BRD hatten in der Zeit Auftritte im Bauhaus. Von 1983 bis 1988 wurde versucht, die legendären Bauhausfeste der Zwanziger Jahre wieder zu beleben, die aber eher für die Szene der Kreativen der DDR gedacht waren. Seit 1997 wird diese Tradition unter dem Namen „Bauhaus-Farbfeste“ für die ganze Bevölkerung weitergeführt. Auch ein Multimediaprojekt nach der Vorlage Herakles 2 oder die Hydra von Heiner Müller wurde 1981 auf der Bauhausbühne präsentiert.
1987 gastierte das Düsseldorfer „Theater der Klänge“ mit seinem Stück Die mechanische Bauhausbühne, eine Rekonstruktion des Vorbilds von 1923 zum ersten Mal im Dessauer Haus. Es folgten einige Wiederaufführungen in Dessau. 2015 reinszenierte es unter dem Namen „Trias – das triadische Ballett“ eine Neufassung des triadischen Balletts von Oskar Schlemmer.
Zahlreiche weitere Projekte entstanden seit der politischen Wende (Auswahl bis 2007):
- 1990: Klang-Farbe-Bewegung, Ausdruckstanz, intuitive Musik und Projektion
- 1992: Theater heute: Theater morgen: Bauhausbühne!!!, internationales Semesterstudio der Dessauer Bauhaus-Bühnenklasse mit nonverbalem Theater zur Bedeutung von Farbe, Licht, Musik, Bewegung, Gestik und Raum (nach Schlemmer)
- 1993: Rekonstruktion der bekannten Bauhaustänze mit Debra McCall & Company, New York
- 1996: Bilder einer Ausstellung, abstrakte Bühnenkomposition von Wassily Kandinsky nach der Musik von Modest Petrowitsch Mussorgski, gut mit Quellen belegte nahezu originalgetreue Rekonstruktion
- 1990 bis 1999: Brachen- und Landschaftstheater, zum Thema Umgestaltung des Industriereviers Dessau-Bitterfeld-Wittenberg mit künstlerischer Bespielung stillgelegter Kraftwerke, Tagebaue und Orten im Dessau-Wörlitzer Gartenreich
- 2001 bis 2003: Bills Ballhaus-das Bauhaus bebt! / Na also, goodbye! / Dreigroschenball, anlässlich des jährlichen Kurt-Weill-Festes stattfindendes Musik- und Theaterfestival im gesamten Dessauer Haus
- 2002: tristan und isolde. nicht berühren. eine Multimediaveranstaltung mit Publikumsbeteiligung, die den Zuschauern ermöglichte, die in einer Vitrine befindlichen Tänzer per Rechnertastatur zu steuern, wobei Buchstaben, Zeichen, Sätze und Fragen zu bestimmten Tanzbewegungen der Darsteller führten, von Jo Fabian und Ensemble
- 2003: Urban_Lab, Festival für experimentelles Theater, Performance und neue Medien im Dessauer Stadtraum, vorwiegend für Medienkünstler aus Osteuropa
- 2007: In_Out_City, Tanztheaterinstallation zum Thema der schrumpfenden Stadt, die von den Bewohnern verlassen wird; ein Thema, das am Bauhaus eher forschend, wissenschaftlich und planend behandelt wird; die Bühne als imaginärer Stadtraum, von Michael Ihnow
- 2007: gelb gewürfelt, 10. Farbfest des Bauhauses mit gelben würfelförmigen Dekorationen und Kostümen, mehreren Musikbühnen, Aufführungen des Anhaltischen Theaters Dessau und Umzug mit etwa 10.000 Menschen durch die Stadt zum Fest